# أشتوت بايين (جرغلان)
أشتوت بايين (بالفارسية: اشتوت پایین) هي قرية تقع في إيران في قسم جرغلان الريفي. يقدر عدد سكانها بـ 303 نسمة بحسب إحصاء 2016.